# Villa Park (Califórnia)
Villa Park é uma cidade localizada no estado americano da Califórnia, no condado de Orange. Foi incorporada em 11 de janeiro de 1962.

## Geografia
De acordo com o United States Census Bureau, a cidade tem uma área de 5,4 km², onde todos os 5,4 km² estão cobertos por terra.

### Localidades na vizinhança
O diagrama seguinte representa as localidades num raio de 16 km ao redor de Villa Park.

## Demografia
Segundo o censo nacional de 2010, a sua população é de 5 812 habitantes e sua densidade populacional é de 1 078,86 hab/km². É a cidade menos populosa do condado de Orange. Possui 2 016 residências, que resulta em uma densidade de 374,22 residências/km².